# HID-Labs
HID-Labsは、株式会社ビーエリア(所在地:埼玉県熊谷市)が運営するブランド。
オリジナル製品の開発やコンピュータ周辺機器の修理改造業務の請負、海外製品の輸入代理店業務を行なっている。運営会社の株式会社ビーエリアは美容室を展開している。

## 概要
2018年10月に設立され、最初はマウスのケーブルをBOOTHにて販売していた。2019年1月末よりマウスの改造請負業務を開始、2019年4月に株式会社ビーエリアに編入する。
Hyperglide、EsportsTiger、SAPPHIRESKATESの国内販売代理店。

## 主な製品
- Limp Cable (販売終了)
- Silky Cable
- RINK
- Ghost Grip Sheet

## 沿革
2018年10月 設立、BOOTHにて「Limp Cable」を販売開始
2019年1月  「Limp Cable」および「Limp Cable取り付け済みのマウス」が秋葉原のパソコンショップアークで実店舗販売される。
2019年4月 株式会社ビーエリアに編入
2019年5月 マウスソールブランドHyperglideの国内代理店業務を開始
2019年10月 公式直販サイトHID-Labs OnlineShopがオープン
2020年6月 中国のゲーミングデバイスブランドEsportsTigerの国内代理店業務を開始
2020年11月 オリジナル製品ガラス製マウスパッド「RINK」「RELIC」を発表、「RINK」を受注開始
2022年2月 オリジナル製品マウス用滑り止めシート「Ghost Grip Sheet」を販売開始
2022年3月 米国ECサイトLethal Gaming Gearにて「Ghost Grip Sheet」が販売開始される。
2022年5月 米国のゲーミングデバイスブランドSAPPHIRESKATESの国内代理店業務を開始
2022年6月 米国ECサイトLethal Gaming Gearオリジナル製品の取扱を発表